# Lagunilla, Veracruz
Lagunilla är en ort i Mexiko.   Den ligger i kommunen Ixtaczoquitlán och delstaten Veracruz, i den sydöstra delen av landet, 230 km öster om huvudstaden Mexico City. Lagunilla ligger 1 200 meter över havet och antalet invånare är 588.
Terrängen runt Lagunilla är huvudsakligen kuperad, men åt nordväst är den bergig. Runt Lagunilla är det mycket tätbefolkat, med 1 361 invånare per kvadratkilometer. Närmaste större samhälle är Córdoba, 13,9 km öster om Lagunilla. Trakten runt Lagunilla består till största delen av jordbruksmark.